# Popis faraona
U ovom popisu kronološki su navedeni makroperiodi slavne egipatske povijesti, od ujedinjenja Gornjeg i Donjeg Egipta, pa do pada pod vlast Rimskog Carstva, povijesti starog Egipta, države koja je trajala preko 3100 godina.  Tu su, nadalje, kronološki navedene sve dinastije egipatskih faraona, s (za one za koje su egiptolozi znanstveno ustanovili) razdobljem vladavine, imenima roditelja i potomaka, imena pod kojima su rođeni, nadimaka-epiteta, imena pod kojima su nam uglavnom poznati, mjesta gdje su pokopani i poznatih građevina koje su (neki) dali izgraditi. Treba također napomenuti da su mnoga 
imena skraćena na razumljivu mjeru jer su gotovo svi faraoni uzimali nebulozno dugačka i zvučna opisna imena da time, vjerojatno, pokažu svoju moć i bliskost s bogovima. Tako je npr. puno kraljevsko ime, famoznog a u stvari povijesno beznačajnog i ranoumrlog faraona Tutankhamona, glasilo:
"Hor Ka-nakht tut-mesut, Nebti Nefer-hepu Segereh-tawy, Sehetep-netjeru Nebu, Neb Hor Uetjes-khau Sehetep-netjeru, Nesut Bit Nebkheperure, S Re Tutankhamun Hekaiunušema".

## Preddinastijskiiranodinastijskiperiod

### Nulta dinastija

#### Faraoni Donjeg Egipta
Donji Egipat zemljopisno je smješten sjeverno od Nila i delte Nila. Sljedeća lista možda nije potpuna.
| Ime vladara | Komentari                        | Datum vladavine |
| ----------- | -------------------------------- | --------------- |
| Seka        | Poznato samo s Kamena iz Palerma |                 |
| Khayu       | Poznato samo s Kamena iz Palerma |                 |
| Tiu         | Poznato samo s Kamena iz Palerma |                 |
| Teš         | Poznato samo s Kamena iz Palerma |                 |
| Neheb       | Poznato samo s Kamena iz Palerma |                 |
| Uazner      | Poznato samo s Kamena iz Palerma |                 |
| Mekh        | Poznato samo s Kamena iz Palerma |                 |
| (uništeno)  | Poznato samo s Kamena iz Palerma |                 |

### Gornji Egipat
Sljedeća lista predstavlja vladare Gornjeg Egipta koji pripadaju kasnom preddinastijskom periodu.
| Ime vladara | Datum vladavine              |
| ----------- | ---------------------------- |
| Slon        | Kasni preddinastijski period |
| Bik         | Kasni preddinastijski period |
| Škorpion I. | Kasni preddinastijski period |

## Ranodinastijski period

### Predinastijski vladari: Nulta dinastija
Sljedeća lista možda nije potpuna. Budući da su sljedeći vladari prethodili Prvoj dinastiji, službeno su svsrtani u "Nultu dinastiju".
| Ime vladara       | Slika | Komentari                                                      | Datum vladavine  |
| ----------------- | ----- | -------------------------------------------------------------- | ---------------- |
| Iri-Hor           |       | Točno kronološko razdoblje je nejasno.                         | c. 3150. pr. Kr. |
| Krokodil (faraon) |       | Poznat i po imenu Shendjw; identitet i postojanje osporeno.    | c. 3150. pr. Kr. |
| Ka                |       | Možda nazvan i Sekhen. Točno kronološko razdoblje je nejasno.  | c. 3150. pr. Kr. |
| Škorpion II.      |       | Poznatiji i kao Kralj Škorpiona; moguće ista osoba kao Narmer. | c. 3150. pr. Kr. |

### Prva dinastija
| Ime         | Slika | Komentari | Vladavina        |
| ----------- | ----- | --- | ---------------- |
| Narmer      |       | Ujedinio Gornji i Donji Egipat; vjerojatno ista osoba kao i Škorpion II. | c. 3100. pr. Kr. |
| Hor-Aha     |       | Grčki naziv: Athotís | c. 3050. pr. Kr. |
| Džer        |       | Grčki naziv: Uenéphes; Njegovo ime i titula pojavljuje se na Kamenu iz Palerma. Za njegovu se grobnicu kasnije vjerovalo da je grobnica legendarnog egipatskog boga Ozirisa        | 54 godine        |
| Džet        |       | Grčki naziv: Usapháis. | 10 godina        |
| Den         |       | Grčki naziv: Kénkenes (after the ramesside diction of his birthname: Qenqen). First pharaoh depicted wearing the double crown of Egypt, first pharaoh with a full niswt bity-name. | 42 godine        |
| Anedžib     |       | Grčki naziv: Miebidós. | 10 godina        |
| Semerket    |       | Grčki naziv: Semempsés. Prvi egipatski vladar s potpunom nebty titulom. Njegova vladavina je predočena na Kamenu iz Kaira.                                                         | 8-9 godina       |
| Kaa         |       | Grčki naziv: Bienéches. Vrlo duga vladavina. | 34 godine        |
| Sneferka    |       | Vrlo kratka vladavina, točna kronološka pozicija nepoznata. | c. 2900. pr. Kr. |
| Horus Ptica |       | Vrlo kratka vladavina, točna kronološka pozicija nepoznata. | c. 2900. pr. Kr. |

### Druga dinastija
| Ime               | Slika | Komentari | Vladavina                                                      |
| ----------------- | ----- | --- | -------------------------------------------------------------- |
| Hotepsekemui      |       | Maneton ga naziva Boëthos i tvrdi da se za vrijeme ovog vladara dogodio veliki potres koji je ubio mnogo ljudi.                                                     | 15 godina                                                      |
| Raneb             |       | Grčki naziv: Kaíechós. Prvi vladar koji u svom kraljevskom imenu koristi simbol sunca; moguća identičnost s Uenegom.                                                | 14 godina                                                      |
| Ninečer           |       | Grčki naziv: Binóthris. | 43-45 godina                                                   |
| Ueneg             |       | Grčki naziv: Ougotlas/Tlás. Moguće da je bio neovisan vladar ili da su Raneb i on bili ista osoba.                                                                  | ?                                                              |
| Senedž            |       | Grčki naziv: Sethenes. Moguće da su ovaj faraon i Set-Peribsen bili ista osoba, no to je osporeno.                                                                  | 41 godina (Maneton)                                            |
| Set-Peribsen      |       | Poznat po prefiksu Set u svom imenu; Promovirao je kult boga Sunca. Smatra se da je vladao podijeljenim Egiptom.                                                    | ?                                                              |
| Sekemib-Perenmaat |       | Moguće da su ovaj faraon i Set-Peribsen bili ista osoba. | ?                                                              |
| Neferkara I.      |       | Grčki naziv: Néphercherés. Poznat samo s liste kraljeva, nije arheološki ovjeren.                                                                                   | ?                                                              |
| Neferkasokar      |       | Grčki naziv: Sesóchris. Poznat samo s liste kraljeva, nije arheološki ovjeren. Prema legendama Starog Kraljevstva, ovaj je vladar spasio Egipat od dugotrajne suše. | 8 godina                                                       |
| Hudžefa I         |       | Poznat samo s liste kraljeva, njegovo ime je zapravo parafraza koja pokazuje da je njegovo originalno ime izgubljeno tijekom vremena.                               | 48 godina prema Manetonu, 2 godine prema arheološkim analizama |
| Kasekemui         |       | Grčki naziv: Chenerés. Vjerojatno ponovno ujedinio Egipat nakon kritičnog razdoblja.                                                                                | c. 18 godina                                                   |

## Staro Kraljevstvo

### Treća dinastija
| Ime      | Slika | Komentari | Vladavina                         |
| -------- | ----- | --- | --------------------------------- |
| Džozer   |       | Grčki naziv: Tosórthros. Poznat po izgradnji prve stepenaste piramide u Egiptu koju je podigao njegov arhitekt Imhotep. | 19 ili 28 godina; c.2670. pr. Kr. |
| Sekemket |       | Grčki naziv: Tyréis. U nekropoli njegove nedovršene Zakopane piramide, nađeni su ostaci nepoznatog dvogodišnjeg djeteta. Sekemketovo tijelo nikad nije pronađeno. | 2649.–2643. pr. Kr.,              |
| Sanakt   |       | Grčki naziv: Necheróphes. Moguće da je Sanakt osnivač Treće dinastije, ali to nije potvrđeno. | c. 2650. pr. Kr.                  |
| Kaba     |       | Moguće da je izgradio tzv. Slojnu piramidu, no njegovo tijelo nije pronađeno. | 2643.–2637. pr. Kr.               |
| Huni     |       | Grčki naziv: Áches. Moguće da su Huni i Kaba bili ista osoba. Moguće da je izgradio Slojnu piramidu i još nekoliko kultnih piramida diljem Egipta. Dugo vremena se smatralo da je Huni izgradio piramidu u Meidumu. To je međutim opovrgnuto grafitima pronađenim u periodu Novog kraljevstva koji hvale Snofrua, a ne Hunija. | 2637.–2613. pr. Kr.               |

### Četvrta dinastija
| Ime        | Slika | Komentari | Vladavina           |
| ---------- | ----- | --- | ------------------- |
| Snofru     |       | Grčki naziv: Sóris. Vladao je prilično dugo (48 godina), a u tom vremenu izgradio je 3 piramide: Piramidu u Meidumu, Savijenu piramidu i Crvenu piramidu. Neki učenjaci smatraju da je pokopan u Crvenoj piramidi. Dugo se vremena mislilo da piramidu u Meidumu nije izgradio Snofru, već Huni. Drevni egipatski spisi opisuju Snofrua kao pobožnog, velikodušnog i uspješnog vladara. | 2613.–2589. pr. Kr. |
| Kufu       |       | Grčki naziv: Cheops and Suphis. Izgradio Veliku piramidu u Gizi. Drevni grčki autori opisuju ga kao okrutnog tiranina, ali egipatski izvori navode da je bio velikodušan i pobožan vladar. Kufu je glavni protagonist poznatog egipatskog teksta Westcar papirus u kojem navodno savjetuje čarobnjaka zvanog Dedi gdje Dedi daje proročanstva i izvodi čarobna čuda. Prvi otisnuti papirus potječe iz Kufuove vladavine, što je grčke autore dovelo do zaključka da je Kufu pisao knjige u namjeri da hvali bogove. | 2589.–2566. pr. Kr. |
| Džedefra   |       | Grčki naziv: Rátoises. Neki učenjaci smatraju da je izgradio Veliku sfingu u Gizi u čast svog oca Kufua. Također je izgradio i piramidu u Abu Rawashu. Međutim, ova je piramida uništena jer se smatra da su Rimljani reciklirali materijal od kojih je izgrađena. | 2566.–2558. pr. Kr. |
| Kafra      |       | Grčki naziv: Chéphren and Suphis II. Njegova piramida je druga najveća piramida u Gizi. Neki učenjaci smatraju da je on izgradio Veliku sfingu u Gizi a ne Džedefra. Drevni grčki autori opisuju ga kao okrutnog baš kao i njegov otac Kufu. | 2558.–2532. pr. Kr. |
| Baka       |       | Grčki naziv: Bikheris. Moguće da je autor Nedovršene Sjeverne piramide u Zawyet el'Aryanu. | ca.2570. pr. Kr.    |
| Menkaura   |       | Grčki naziv: Menchéres. Njegova piramida je treća i najmanja u Gizi. Legenda kaže da je njegova jedina kći umrla zbog bolesti, a da ju je Menakura pokopao u zlatnom lijesu u obliku krave. | 2532.–2503. pr. Kr. |
| Šepseskaf  |       | Grčki naziv: Seberchéres. Izgradio Mastabu al-Fir'aun u kojoj je pokopan. | 2503.–2498. pr. Kr. |
| Thamphthis | –     | Prema Manetonu, posljednji vladar Četvrte dinastije koji je vladao pod imenom Džedefptah. Međutim, ovaj faraon nije arheološki ovjeren pa je moguće da nije uopće postojao. | —                   |

### Peta dinastija
Peta dinastija je vladala od 2498. do 2345. pr. Kr.
| Ime               | Slika | Komentari | Vladavina           |
| ----------------- | ----- | --- | ------------------- |
| Userkaf           |       | Izgradio piramidu u Sakari. Izgradio prvi solarni hram u Abusiru                                                                    | 2498.–2491. pr. Kr. |
| Sahura            |       | Premjestio kraljevsku nekropolu u Abusir gdje je izgradio svoju piramidu.                                                           | 2490.–2477. pr. Kr. |
| Neferirkara Kakai |       | Sahurin sin, rođen kao Ranefer. | 2477.–2467. pr. Kr. |
| Neferefra         |       | Neferirkarin sin. | 2460.–2458. pr. Kr. |
| Šepseskara Isi    |       | Vladao najvjerojatnije nakon Neferefre samo nekoliko mjeseci, moguće Sahurin sin.                                                   | Nekoliko mjeseci    |
| Njuserra Ini      |       | Neferefrin brat, izgradio piramidu u Abusiru.                                                                                       | 2445.–2422. pr. Kr. |
| Menkauhor Kaiu    |       | Posljednji faraon koji je izgradio hram posvećen suncu.                                                                             | 2422.–2414. pr. Kr. |
| Djedkare Isesi    |       | Izvršio cjelokupnu reformu egipatske administracije. Vladao je najduže od svih vladara ove dinastije, vjerojatno više od 35 godina. | 2414.–2375. pr. Kr. |
| Unas              |       | Njegova piramida u Sakari spominje se u najranijim tzv. Tekstovima piramida.                                                        | 2375.–2345. pr. Kr. |

### Šesta dinastija
Šesta dinastija vladala je od 2345. do 2181. pr. Kr.
| Ime                    | Slika | Komentari | Vladavina                                  |
| ---------------------- | ----- | --- | ------------------------------------------ |
| Teti                   |       | Prema Manetonu, Teti je bio ubijen od strane svojih čuvara. | 2345. – 2333. pr. Kr.                      |
| Userkare               |       | Vladao je od 1 do 5 godina, moguće da je svrgnuo Tetija s vlasti. | 2333. – 2332. pr. Kr.                      |
| Meryre Pepi I.         |       | — | 2332. – 2283. pr. Kr.                      |
| Merenre Nemtyemsaf I.  |       | — | 2283. – 2278. pr. Kr.                      |
| Pepi II. Neferkara     |       | Moguće najdulje vladajući monarh u ljudskoj povijesti, smatra se da je proveo čak 94 godine na prijestolju. Drugi izvori navode da je vladao ipak kraće, "samo" 64 godine. | 2278. – 2184. pr. Kr.                      |
| Neferka                |       | Spomenut je jedino u enciklopediji Oxford Encyclopedia of Ancient Egypt. Vladao je za vrijeme Pepija II.; moguće da mu je bio sin ili pak suvladar.                        | 2200. – 2199. pr. Kr.?                     |
| Merenre Nemtyemsaf II. |       | Vladao je kratko, mogući sin Pepija II. | 1 godina i 1 mjesec c. 2184. pr. Kr.       |
| Nečerkara Siptah       |       | Ponekad svrstavan kao prvi faraon kombinirane Sedme i Osme dinastije. | Kratka vladavina: c. 2184. – 2181. pr. Kr. |

## Prvi međuperiod:2181. pr. Kr.–2040. pr. Kr.

### VII i VIII Dinastija:2181. pr. Kr.–2161. pr. Kr.
- Wadj-ka-re, period nepoznat
- Qa-ka-re Iby, period nepoznat"

-rođen kao Ibi

### IX i X Dinastija:2160. pr. Kr.–2040. pr. Kr.
- Mery-ib-re Khety, period nepoznat

-rođen kao Khety
- Mery-ka-re, period nepoznat
- Ka-nefer-re, period nepoznat
- Neb-kau-re Akh-toy, period nepoznat

-rođen kao Akh-toy

## Srednje Kraljevstvo:2040. pr. Kr.–1782. pr. Kr.

### XI Dinastija:2134. pr. Kr.–1991. pr. Kr.
- Intef Seher-tawy, 2134. pr. Kr. – 2117. pr. Kr.

-rođen kao S re Intef
-znan i kao Intef I.
- Intef Wah-ankh, 2117. pr. Kr. - 2069. pr. Kr.

-rođen kao S re Intef - "Son of Re Intef"
-znan i ako Intef II.
- Intef Nakjt-nebtep-nefer, 2069. pr. Kr. – 2060. pr. Kr.

-rođen kao S re Intef
-znan i kao Intef III.
-pokopan u Dra Abu el-Naga, Waset
- Mentu-hotep Neb-hetep-re, 2060. pr. Kr. - 2010. pr. Kr.

-rođen kao Mentu-hotep ("Mentu je zadovoljan")
-kraljevsko ime: Neb-hetep-re ("Zadovoljan je Gospodar Ra")
-posmrtna imena: On koji je dao srce dvjema zemljama, Gospodar bijele krune, Ujedinitelj dviju zemalja
-znan i kao Mentuhotep I., ujedinitelj
-pokopan u hramu u Deir el-Bahari, Waset
- Mentu-hotep Sankh-ka-re, 2010. pr. Kr. - 1998. pr. Kr.

-rođen kao Mentu-hotep
-znan i kao Mentuhotep II
-pokopan u Deir el-Bahari, Waset (?)
- Mentu-hotep Neb-tawy-re, 1997. pr. Kr.-1991. pr. Kr.

-rođen kao Mentu-hotep
-znan i kao Mentuhotep III

### XII Dinastija:1991. pr. Kr.–1782. pr. Kr.
- Amen-em-het Sehetep-ib-re, 1991. pr. Kr. – 1962. pr. Kr.

-rođen kao Amen-em-het
-znan i kao Amenemhet I i Ammenemes I
-bivši vezir Mentuhotepa III
-otac: Senusret
-majka: Nefert
-ubijen u palači
-pokopan u piramidi u el-Lishtu
- S-en-usret Kheper-ka-re, 1971. pr. Kr. – 1926. pr. Kr.

-rođen kao S-en-usret
-znan i kao Senwosret I i Sesostris I
-suregent s Amen-em-het I 1971. pr. Kr. - 1962. pr. Kr.
-žena:  Nefru i druge
-sin: Amen-em-het II
-kćer: Itekuyet
-pokopan u piramidi u el-Lishtu
- Amen-em-het Nub-kau-re, 1929. pr. Kr. – 1895. pr. Kr.

-rođen kao Amen-em-het
-znan i kao Amenemhet II
-suregent sa S-en-usret I, 1929. pr. Kr. – 1926. pr. Kr.
-pokopan u piramidi u Dashuru
- S-en-usret Kha-kheper-re, 1897. pr. Kr. - 1878. pr. Kr.

-rođen kao S-en-usret
-znan i kao Senwosret II i Sesostris II
-pokopan u piramidi u el-Lahunu
- S-en-usret Khakaure,  1878. pr. Kr.- 1841. pr. Kr.

-rođen kao S-en-usret
-znan i kao Senwosret III i Sesostris III
-pokopan u piramidi u Dashuru
- Amen-em-het Ny-maat-re, 1842. pr. Kr. – 1797. pr. Kr.

-rođen kao Amen-em-het
-znan i kao Amenemhet III i Ammenemes III
-pokopan u piramidi u Hawari
- Amen-em-het Maa-kheru-re, 1798. pr. Kr. – 1786. pr. Kr.

-rođen kao Amen-em-het
-znan i kao Amenemhet IV
- Kraljica Sobek-nefru Sobek-ka-re, 1785. pr. Kr. – 1782. pr. Kr.

-rođena kao Sobek-nefru
-znana i kao Nefrusobk
-pokopana u piramidi u Mazghuni, južni Dashur (?)

## Drugi međuperiod:1782. pr. Kr.–1570. pr. Kr.

### XIII Dinastija:1782. pr. Kr.–1650. pr. Kr.
- Wegaf Khu-tawy-re, 1782. pr. Kr. – 1778. pr. Kr.

-rođen kao Wegaf
- Ameny Intef Sankh-ib-re,  (?) – cca 1770. pr. Kr.

-rođen kao Ameny Intef Amen-em-het
-znan i kao Ameny Intef IV i Amenemhet V
- Hor Auy-ib-re, cca 1760. pr. Kr.

-rođen kao Hor
-pokopan u Dashuru
- Sobek-hotep Sekh-em-re Khu-tawy,  cca 1750. pr. Kr.

-rođen kao Amen-em-het Sobek-hotep
-znan i kao Sobekhotep II. i Sebekhotpe II.
- Khendjer User-ka-re, cca 1747. pr. Kr.

-rođen kao Khendjer
-pokopan u piramidi u južnoj Saqqari
- Sobek-hotep Sekh-em-re Se-wadj-tawy, cca 1745. pr. Kr.

-rođen kao Sobek-hotep
-znan i kao Sobekhotep III.
- Nefer-hotep Kha-sekh-em-re, 1741. pr. Kr. – 1730. pr. Kr.

-rođen kao Nefer-hotep
-znan i kao Neferhotep I i Neferhotpe I
- Sobek-hotep Kha-nefer-re, 1730. pr. Kr. – 1720. pr. Kr.

-rođen kao Sobek-hotep
- Ay Mer-nefer-re, cca 1720. pr. Kr.

-rođen kao Ay
-znan i kao Aya
- Nefer-hotep Sekh-em-re S-ankh-tawy, godine nepoznate

-rođen kao Nefer-hotep

### XIV Dinastija: 57 godina, period nepoznat
- Nehesey Aa-seh-re,  period nepoznat

-rođen kao Nehesy

### XV Dinastija:1663. pr. Kr.–1555. pr. Kr.
- Sheshi Ma-yeb-re

-rođen kao Sheshi
- Yakubher Mer-user-re

-rođen kao Yakubher
- Khyan Se-user-en-re

-rođen kao Khyan
- Apepi Auser-re

-rođen kao Apepi
-znan i kao Apepi I. i Apophis I.
- Apepi Aqen-en-re

-rođen kao Apepi
-znan i kao Apepi II. i Apophis II.

### XVI Dinastija:1663. pr. Kr.–1555. pr. Kr.
- Anather

-rođen kao Heqa Kha-sut Anather
- Yakobaam

-rođen kao Yakobaam

### XVII Dinastija:1663. pr. Kr.–1570. pr. Kr.
- Sobek-em-saf Sekh-em-re Shed-tawy

-rođen kao Sobek-em-sa-f
-znan i kao Sobekemsaf II i Sebekemzaf II
- Intef Nub-kheper-re

-rođen kao Intef
-znan i kao Intef VII i Inyotef VII
- Tao Sanakht-en-re

-rođen kao Tao
-znan i kao Taa I
- Tao Seqen-en-re

-rođen kao Tao
-znan i kao Taa II
- Kamose Wadj-kheper-re,  1573. pr. Kr. – 1570. pr. Kr.

-rođen kao Kamose

## Novo Kraljevstvo:1570. pr. Kr.–1070. pr. Kr.

### XVIII Dinastija:1570. pr. Kr.–1293. pr. Kr.
- Ah-mose Neb-pehty-re,  1570. pr. Kr. – 1546. pr. Kr.

-rođen kao Ah-mose ("Mjesec je rođen")
-kraljevsko ime: Neb-pehty-re ("Gospodar moći je Ra")
-znan i kao Ahmose I i Ahmosis I
-otac: Seqen-en-re II
-majka: kraljica Aa-hotep (vjerojatno suregent s Ah-moseom na početku njegova kraljevanja)
-žena: kraljica Ahmose Nefertary
-brat: Kahmose
-sin: Amenhotep I
-kćeri: princeze Ahmose (udana za Thutomosisa I) i Mutnefert (udana za Thutmosisa I)
-pokopan u Dra Abu el-Nagau (Waset) (?)
- Amen-hotep Djeser-ka-re, 1551. pr. Kr. – 1524. pr. Kr.

-rođen kao Amen-hotep ("Amon je zadovoljan")
-kraljevsko ime: Djeser-ka-re  ("Sveta je duša Raa")
-znan i kao Amenhotep I, Amenhotpe I i (grčki) Amenophis I
-pokopan u Dra Abu el-Naga (Waset) (?) ili u Dolini kraljeva(Waset), grobno mjesto 39
- Djehuty-mes A-kheper-ka-re, 1524. pr. Kr. – 1518. pr. Kr.

-rođen kao Djehuty-mes ("Rođen od Totha")
-kraljevsko ime: A-kheper-ka-re ("Velika je duša Raa")
-znan i kao Tuthmosis I i Tuthmose I
-žene: priceze Ahmose i Mutnefert (kćeri Ahmosesa I)
-kćer: Hat-shep-sut (s princezom Ahmose)
-sinovi: Wadjmose, Amenmose, Thutmose II (s princezom Mutnefert)
-pokopan u Dolini kraljeva (Waset), grobno mjesto 20 ili 38
- Djehuty-mes A-kheper-en-re, 1518. pr. Kr. – 1504. pr. Kr.

-rođen kao Djehuty-mes (Rođen od Totha)
-kraljevsko ime: A-kheper-en-re ("Veliko je obličje Raa")
-znan i kao Tuthmosis II. i Tuthmose II .
-žena: Hatshepsut
-sin: Tutmozis III. (s Isis, djevojkom iz harema)
-kćer: Neferure (s Hatshepsut)
-pokopan u Dolini kraljeva (Waset), grobno mjesto 42 (?)
- Kraljica Hat-shepsut Maat-ka-re,  1498. pr. Kr. – 1483. pr. Kr.

-rođena kao Hat-shepsut ("Najplemenitija od svih žena")
-kraljevsko ime: Maat-ka-re ("Istina je duša Raa")
-posmrtno ime: Wosret-kau
-suregent s Tuthmosisom III, od 1498. pr. Kr. do 1483. pr. Kr.
-otac: Tuthmose I
-majka: Ahmose
-muž: Tuthmose II
-kćer: Neferure
-pokopana u Dolini kraljeva (Waset), grobno mjesto 20
- Djehuty-mes Men-kheper-re, 1504. pr. Kr. - 1450. pr. Kr.

-rođen kao Djehuty-mes ("Rođen od Totha")
-kraljevsko ime: Men-kheper-re ("Trajan je znak Raa")
-znan i kao Tuthmose III, Thutmose III i Tuthmosis III, "Napoleon starog Egipta"
-otac: Tuthmose II.
-majka: Isis
-žene:  Neferure (kćer Tutmosesa II i Hatshepsut), Hatshepsut-Meryetre, Menhet, Menwi, Merti
-sin: Amenhotep II.
-pokopan u Dolini kraljeva (Waset), grobno mjesto 34
- Amen-hotep Heqa-iunu A-kheperu-re, 1453. pr. Kr. – 1419. pr. Kr.

-rođen kao Amen-hotep ("Amon je zadovoljan")
-epitet: Heqa-iunu ("Vladar Heliopolisa")
-kraljevsko ime: A-kheperu-re ("Veličina je znak Raa")
-znan i kao Amenhotep II, Amenhotpe II i Amenophis II
-pokopan u Dolini kraljeva (Waset), grobno mjesto 35
- Djehuty-mes Men-kheperu-re, 1419. pr. Kr. – 1386. pr. Kr.

-rođen kao Djehuty-mes ("Rođen od Totha) 
-kraljevsko ime: Men-kheperu-re ("Vječan je znak Raa")
znan i kao Tuthmose IV i Tutmozis IV
-pokopan u Dolini kraljeva (Waset), grobno mjesto 43
- Amen-hotep Heqa-waset Nub-maat-re, 1386. pr. Kr. – 1349. pr. Kr.

-rođen kao Amen-hotep ("Amon je zadovoljan")
-epitet: Hequa-waset ("Vladar Waseta")
-kraljevsko ime: Nub-maat-re ("Gospodar istine Raa")
-znan i kao Amenhotep III, Amenhotpe III i Amenophis III
-pokopan u Dolini kraljeva (Waset), grobno mjesto 22
- Akhen-aton Nefer-kheperu-re (Ekhnaton), 1350. pr. Kr. – 1334. pr. Kr.

-rođen kao Amen-hotep ("Amon je zadovoljan")
-uzeo ime: Akhen-aton ili Ekhnaton ("Sluga Atonov")
-kraljevsko ime: Nefer-kheperu-re ("Lijep je znak Raa")
-znan i kao Amenhotep IV i (grč.) Amenophis IV
-majka: Tiy
-žene: Nefertiti, Merytaten, Kiya, Mekytaten, Ankhesenpaaten
-kćeri: Merytaten, Mekytaten, Ankhesenpaaten, Merytaten-tasherit i još dvije
-sin: (nije povijesno dokazano) Tutankhamon (s Kiyom)
-pokopan u Akhetaton (el-Amarna), kasnije premješten (?) u Dolinu kraljeva
- Smenkh-ka-re Djeser-kheperu Ankh-kheperu-re, 1336. pr. Kr. - 1334. pr. Kr.

-rođen kao Smenkh-ka-re ("Snažna je duša Raa")
-epitet: Djeser-kheperu ("Svetost je znak")
-kraljevsko ime: Ankh-kheperu-re ("Život je znak Raa")
-znan i kao Smenkhara
-žena: Merytaten
-pokopan u (?) Dolini kraljeva (Waset), grobno mjesto 55
- Tut-ankh-amun Heqa-iunu-shema Neb-kheperu-re, 1334. pr. Kr. - 1325. pr. Kr.

-rođen kao Tut-ankh-aton ("Živa slika Atonova")
-uzeo ime: Tut-ankh-amun ili Tut-ankh-amon  ("Živa slika Amonova")
-epitet: Heqa-iunu ("Vladar Heliopolisa")
-kraljevsko ime: Neb-kheperu-re ("Gospodar znakova je Ra")
-znan i kao Kralj Tut, Tutankhamen, Tutankhamon, itd.
-otac: (?) Akhenaton (Amenhotep IV), (?) Amenhotep III, (?) Smenkhare
-majka: (?) Kiya, (?) Sitamen, (?) Meritaten
-žena: Ankhesenpaaten (kasnije ime Ankhesenamun)
-kćeri: (?) dvije
-pokopan u Dolini kraljeva (Waset), grobno mjesto 62
- Ay It-netjer Kheper-kheperu-re, 1325. pr. Kr. – 1321. pr. Kr.

-rođen kao Ay
-epitet: It-Nejer ("Otac Boga) 
-kraljevsko ime: Kheper-kheperu-re ("Vječnost je znak Raa")
-žene: Tiy II i Ankhesenamun
-pokopan u Dolini kraljeva (Waset), grobno mjesto 23
- Hor-em-heb Mery-amun Djeser-kheperu-re Setep-en-re, 1321. pr. Kr. – 1293. pr. Kr.

-rođen kao Hor-em-heb ("I u smrti će ga slaviti")
-epitet: Mery-amun ("Drag Amonu")
-kraljevsko ime: Djeser-kheperu-re Setep-en-re ("Sveti su znaci Raa, Izabran od Raa")
-otac, majka: nepoznati
-žene: Mutnodjmet ( Nefertitina sestra) i jedna nepoznata
-pokopan u Dolini kraljeva (Waset), grobno mjesto 57

### XIX Dinastija:1293. pr. Kr.–1185. pr. Kr.
- Ra-messes Men-pehty-re, 1293. pr. Kr. – 1291. pr. Kr.

-rođen kao Ra-messes ("Ra ga je oblikovao")
-kraljevsko ime: Men-pehty-re ("Vječna je snaga Raa")
-znan i kao Ramesses I ili Ramzes I.
-otac: vojni zapovjednik Seti
-majka: nepoznata
-žena: Sitre
-sin: Seti I
-pokopan u Dolini kraljeva (Waset), grobno mjesto 16
- Seti Mery-en-ptah Men-maat-re, 1291. pr. Kr. – 1278. pr. Kr.

-rođen kao Seti ("On je Sethov")
-epitet: Mery-en-ptah ("Drag Ptahu")
-kraljevsko ime: Men-maat-re ("Vječna je pravda Raova")
-znan i kao Seti I i Sethos I
-otac: Ramzes I.
-majka: Sitre
-žena: Tuya
-sinovi: Ramzes II., ostali nepoznati
-kćeri: Tia i Henutmire
-dao izgraditi:
---Hipostyle dvorana u Amonovu hramu, Karnak
---Hram Setija I. - Abydos
---Osireion - Abydos
---Hram Ramzesa I. - Abydos
---Mrtvački hram u Gourni, Waset
-pokopan u Dolini kraljeva (Waset), grobno mjesto 17
- Ra-messes Mery-amun User-maat-re Setep-en-re, 1279. pr. Kr. – 1212. pr. Kr.

-najveći, najmoćniji i najpoznatiji faraon starog Egipta, čija se vladavina podudara s vremenom Mojsija, pa se smatra da je on taj biblijski faraon
-rođen kao Ra-messes ("Ra ga je oblikovao")
-epitet: Mery-amun ("Drag Amonu")
-kraljevsko ime: User-maat-re Setep-en-re ("Moćna je pravda Raova, Izabran od Ra")
-znan i kao Ramesses II. i Ramzes II.
-otac: Seti I.
-majka: Tuya
-glavna kraljeva žena:  Nefertari Meryetmut
-pokopana u Dolini kraljeva, grobno mjesto 66
-ostale žene:
---Istnofret
---Bint-Anath (Istnofretina kćer)
---Mery-et-amun (Nefertarina kćer)
---Nebet-tawy
---Henutmire (kraljeva sestra)
---Maat-hor-neferu-re (Prva hetitska princeza)
---nepoznata Hetitska princeza
-sinovi: Amen-hir-khop-shef, Pre-hir-wonmef, Mery-atum, Kha-em-waset, Merne-ptah i još oko 100 drugih !
-kćeri: Bint-Anath, Mery-et-amun i nepoznat broj ostalih
-najpoznatija bitka: Bitka kod Kadeša
-pokopan u Dolini kraljeva (Waset), grobno mjesto 7
- Mer-ne-ptah Hetep-her-maat Ba-en-re Mery-netjeru, 1212. pr. Kr. – 1202. pr. Kr.

-rođen kao Mer-ne-ptah ("Drag Ptahu")
-epitet: Hetep-her-maat ("Radost je istina")
-kraljevsko ime: Ba-en-re Mery-netjeru ("Duša Raova, Drag bogovima")
-znan i kao Merenptah
-otac: Ramzes II.
-majka: Istnofret
-žene: Isisnofret i Takhat
-sinovi: Seti-Merneptah (?Seti II) i Amenmesses
-pokopan u Dolini kraljeva, grobno mjesto 8
- Amen-messes Heqa-waset Men-mi-re Setep-en-re, 1202. pr. Kr.-1199. pr. Kr.

-rođen kao Amen-messes ("Oblikovao ga Amon)              
-epitet: Heqa-waset ("Vladar Tebe)                     
-kraljevsko ime: Men-mi-re Setep-en-re ("Vječan kao Ra, Odabran od Raa)                                        
-otac: Merneptah
-majka: Takhat
-žena: Baktwerel
-pokopan u Dolini kraljeva, grobno mjesto 10
- Seti Mer-en-ptah User-kheperu-re Setep-en-re, 1199. pr. Kr. – 1193. pr. Kr.

-rođen kao Seti ("On je Sethov")
-epitet: Mer-en-ptah (Drag Ptahu)
-kraljevsko ime: User-kheperu-re Setep-en-re ("Moćan je znak Raov, Odabran od Ra) 
-znan i kao: Seti II. i Sethos II.
-otac: Merneptah
-majka: nepoznata
-žene: Takhat II, Twosret i Tiaa
-sinovi: Seti-Merenptah i Ramesses-Siptah
-pokopan u Dolini kraljeva, grobno mjesto 15
- Si-ptah Mer-en-ptah Akh-en-re Setep-en-re, 1193. pr. Kr. – 1187. pr. Kr.

-rođen kao Si-ptah ("Sin Ptahov")
-epitet: Mer-en-ptah (Drag Ptahu)         
-kraljevsko ime: Akh-en-re Setep-en-re ("Lijep za Raa, Odabran od Raa)
-znan i kao Siptah
-otac: (?) Seti II.
-majka: Tiaa
-pokopan u Dolini kraljeva, grobno mjesto 47
- Kraljica Two-sret Setep-en-mut Sit-re Mery-amun, 1187. pr. Kr. – 1185. pr. Kr.

-rođena kao Two-sret ("Moćna žena)            
-epitet: Setep-en-mut ("Odabrana od Mut")
-kraljevsko ime: Sit-re Mery-amun ("Kćer Raova, Draga Amonu")
-znana i kao Twore i Tausert
-prvi muž: Seti II.
-sin: Seti-Merenptah
-pokopana u Dolini kraljeva, grobno mjesto 14

### XX Dinastija:1185. pr. Kr.–1070. pr. Kr.
- Set-nakhte Merer-amun-re User-khau-re Setep-en-re, 1185. pr. Kr. – 1182. pr. Kr.

-rođen kao Set-nakhte ("Seth je pobjedonosan) 
-epitet: Merer-amun-re ("Drag Amonu-Ra)               
-kraljevsko ime: User-khau-re Setep-en-re ("Moćni su znakovi Raovi, Odabran od Ra)       
-znan i kao Setnakht, Sethnakht
-otac: nepoznat
-majka: nepoznata
-žena: Tiy-merenese
-sin: Ramesses III
-pokopan u Dolini kraljeva, grobno mjesto 14
- Ra-messes Heqa-iunu User-maat-re Mery-amun, 1182. pr. Kr. – 1151. pr. Kr.

-rođen kao Ra-messes ("Oblikovao ga Ra")
-epitet: Heqa-iunu ("Vladar Iunua")
-kraljevsko ime: User-maat-re Mery-amun ("Moćna je pravda Ra, Drag Amonu")
-znan i kao Ramesses III., Ramzes III.
-otac: Setnakhte
-majka: nepoznata
-žene: Titi i Isis
-sinovi:
---Kha-em-waset
---Para-hir-en-emef
---Set-hir-khopshef
---Amen-hir-khopshef
---Ra-messes IV
---Ra-messes V
---Ra-messes VI
-kćer: Titi
-dao sagraditi: Mrtvački hram u Medinet Habuu
-pokopan u Dolini kraljeva, grobno mjesto 2
- Ra-messes Heqa-maat-re, 1151. pr. Kr. – 1145. pr. Kr.

- rođen kao Ra-messes ("Oblikovao ga Ra")
-kraljevsko ime: Heqa-maat-re ("Vladar pravde je Ra")
-znan i kao Ramesses IV., Ramzes IV.
-otac: Ramzes III.
-majka: Titi ili Isis
-žena: Tentopet
-pokopan u Dolini kraljeva, grobno mjesto 2
- Ra-messes User-maat-re, 1145. pr. Kr. – 1141. pr. Kr.

- rođen kao Ra-messes ("Oblikovao ga Ra")
-kraljevsko ime: User-maat-re (Moćna je pravda Ra)
-znan i kao Ramesses V., Ramzes V.
-otac: Ramzes III.
-žena: Nub-khesed
-pokopan u Dolini kraljeva, grobno mjesto 9
- Ra-messes Amun-hir-khopsh-ef Netjer-heqa-iunu Neb-maat-re Mery-amun 1141. pr. Kr. – 1133. pr. Kr.

- rođen kao Ra-messes ("Oblikovao ga Ra")
-epitet: Amun-hir-khopsh-ef Netjer-heqa-iunu ("Amon je njegova snaga, Bog, Vladar Iunua")
-kraljevsko ime: Neb-maat-re Mery-amun ("Gospodar pravde jeRa, Drag Amonu")
-znan i kao Ramesses VI., Ramzes VI.
-otac: Ramzes III.
-majka: Isis
-sin: Ramzes VII.
-pokopan u Dolini kraljeva, grobno mjesto 9
- 'Ra-messes It-amun-netjer-heqa-iunu User-maat-re Mery-amun Setep-en-re 1133. pr. Kr. – 1126. pr. Kr.

-rođen kao Ra-messes ("Oblikovao ga Ra")
-epitet: It-amun-netjer-heqa-iunu ("Otac Amonov, Bog, Vladar Iunua")
-kraljevsko ime: User-maat-re Mery-amun Setep-en-re ("Moćna je pravda Ra, Drag Amonu, Odabran od Ra")
-znan i kao Ramesses VII., Ramzes VII.
-otac: Ramzes VI
-pokopan u Dolini kraljeva, grobno mjesto 1
- Ra-messes Set-hir-khopsh-ef Mery-amun User-maat-re Akhen-amun, 1133. pr. Kr. – 1126. pr. Kr.

-rođen kao Ra-messes ("Oblikovao ga Ra")
-epitet: Set-hir-khopsh-ef Mery-amun ("Set je njegova snaga, Drag Amonu")
-kraljevsko ime: User-maat-re Akhen-amun ("Moćna je pravda Raa, Pomoćnik Amonov")
-znan i kao Ramesses VIII., Ramzes VIII.
-otac: Ramzes VI.
-pokopan na nepoznatom mjestu
- Ra-messes Kha-em-waset Merer-amun Nefer-kha-re Setep-en-re, 1126. pr. Kr. – 1108. pr. Kr.

- rođen kao Ra-messes ("Oblikovao ga Ra")
-epitet: Kha-em-waset Merer-amun ("Pojavio se u Tebi, Drag Amonu")
-kraljevsko ime: Nefer-kha-re Setep-en-re ("Lijepa je duša Raa, Odabran od Ra")
-znan i kao Ramesses IX., Ramzes IX.
-pokopan u Dolini kraljeva, grobno mjesto 6
- Ra-messes Amon-hir-khopsh-ef Kheper-maat-re, 1108. pr. Kr. – 1098. pr. Kr.

- rođen kao Ra-messes ("Oblikovao ga Ra")
-epitet: Amon-hir-khopsh-ef ("Amon je njegova snaga")
-kraljevsko ime: Kheper-maat-re ("Ustrajna je pravda Raova")
-znan i kao Ramesses X, Ramzes X.
-pokopan u Dolini kraljeva, grobno mjesto 18
- Ra-messes Kha-em-waset Merer-amun Netjer-heqa-iunu Men-maat-re Setep-en-ptah, 1098. pr. Kr.-1070. pr. Kr.

-rođen kao Ra-messes ("Oblikovao ga Ra")
-epitet:  Kha-em-waset Merer-amun Netjer-heqa-iunu ("Pojavio se u Tebi, Drag Amonu, Bog, Vladar Iunua")
-kraljevsko ime: Men-maat-re Setep-en-ptah ("Ostaci Raove pravde, Odabran od Ptaha")
-znan i kao Ramesses XI., Ramzes XI.
-kćer: Henut-tawy
-pokopan u Dolini kraljeva, grobno mjesto 4

## Treći međuperiod:1069. pr. Kr.–525. pr. Kr.

### Veliki svećenici izTebe:1080. pr. Kr.–945. pr. Kr.
(Razdoblje u kojem je kler, uz faraone, imao jednaku, a pokatkad i veću vlast)
- Her-i-hor Si-amun Hem-netjer-tepy-en-amun, 1080. pr. Kr. – 1074. pr. Kr.

-rođen kao Her-i-hor ("Hor me štiti")
-epitet: Si-amun ("Sin Amonov")
-vladarsko ime: Hem-netjer-tepy-en-amun ("Prvi prorok Amonov")
-žena: Nodjmet
-pokopan na nepoznatom mjestu
- Piankh, 1074. pr. Kr. – 1070. pr. Kr.

-rođen kao: Piankh
-pokopan na nepoznatom mjestu
- Pi-nedjem Mery-amun Kha-khepere-re Setep-en-amun, 1070. pr. Kr. – 1032. pr. Kr.

.-rođen kao: Pi-nedjem ("On koji pripada milostivom") 
-epitet: Mery-amun ("Drag Amonu")
-vladarsko ime: Kha-khepere-re Setep-en-amun ("Duša Raa se javlja, Odabran od Amona")
-znan i kao Pinudjem I
-žene: Henut-tawy I i Maat-ka-re
-pokopan u Deir el-Bahari, mumija u niši 320
- Masaherta, 1054. pr. Kr. – 1046. pr. Kr.

-rođen kao Masaherta
-znan i kao Masaharta
-pokopan u Deir el-Bahari, mumija u niši 320
- Men-kheper-re Hem-netjer-tepy-en-amun, 1045. pr. Kr. – 992. pr. Kr.

-rođen kao Men-kheper-re - ("Trajan je znak Ra")
-vladarsko ime: Hem-netjer-tepy-en-amun ("Prvi prorok Amonov")
-znan i kao Men-kheper-ra
-pokopan na nepoznatom mjestu
- Smendes II, 992. pr. Kr.-990. pr. Kr.

-pokopan na nepoznatom mjestu
- Pi-nedjem Kha-kheper-re Setep-en-amun, 990. pr. Kr. – 969. pr. Kr.

-rođen kao: Pi-nedjem ("On koji pripada milostivom")
-vladarsko ime: Kha-khepere-re Setep-en-amun ("Duša Raa se javlja, Odabran od Amona")
-znan i kao Pinudjem II
-žena: Henut-tawy II
-pokopan u Deir el-Bahari, mumija u niši 320
- Psusennes III,  969. pr. Kr. – 945. pr. Kr.

-pokopan na nepoznatom mjestu

### XXI Dinastija:1069. pr. Kr.–945. pr. Kr.
- Nes-baneb-djed Mery-amun Hedj-kheper-re Setep-en-re 1069. pr. Kr. – 1043. pr. Kr.

-rođen kao Nes-baneb-djed ("On je od ovna, Gospodar Mendesa")
-epitet: Mery-amun ("Drag Amonu")
-kraljevsko ime Hedj-kheper-re Setep-en-re ("Sjajan je znak Raov, Odabran od Ra")
-znan i kao Smendes I
-pokopan na nepoznatom mjestu
- Amen-em-nisu Nefer-ka-re, 1043. pr. Kr. – 1039. pr. Kr.

-rođen kao Amen-em-nisu ("Amon je kralj")
-kraljevsko ime: Nefer-ka-re ("Lijepa je duša Raa")
-pokopan na nepoznatom mjestu
- Pa-seba-kha-en-niut Mery-amun A-kheper-re Setep-en-amun, 1039. pr. Kr. – 991. pr. Kr.

-rođen kao Pa-seba-kha-en-niut ("Zvijezda koja se pojavljuje nad gradom")
-epitet: Mery-amun ("Drag Amonu")
-kraljevsko ime: A-kheper-re Setep-en-amun ("Velik je znak Raov, Odabran od Amona")
-znan i kao Psusennes I
-žena: Mut-nodj-met
-pokopan u Tanisu
- Amen-em-ope User-maat-re Mery-amun Setep-en-amun, 993. pr. Kr. – 984. pr. Kr.

-rođen kao Amen-em-ope ("Amon u svečanom ruhu")
-kraljevsko ime: User-maat-re Mery-amun Setep-en-amun ("Moćna je pravda Raova, Drag Amonu, Odabran od Amona")
-znan i kao Amenophthis
-pokopan u Tanisu
- Osorkon Aa-kheper-re Setep-en-re, 984. pr. Kr. – 978. pr. Kr.

-rođen kao Osorkon
-kraljevsko ime: Aa-kheper-re Setep-en-re ("Velika je duša Raova, Odabran od Ra")
-znan i kao Osorkon stariji i Osochor
-pokopan na nepoznatom mjestu
- Si-amun Netjer-kheper-re Setep-en-amun, 978. pr. Kr. – 959. pr. Kr.

-rođen kao Si-amun ("Sin Amonov")
-kraljevsko ime: Netjer-kheper-re Setep-en-amun ("Kao bog je znak Raov, Odabran od Amona")
-znan i kao Siamon
-pokopan na nepoznatom mjestu
- Pa-seba-kha-en-niut Mery-amun Tut-kheperu-re, 959. pr. Kr. – 945. pr. Kr.

-rođen kao Pa-seba-kha-en-niut ("Zvijezda koja se pojavljuje nad gradom")
-epitet: Mery-amun ("Drag Amonu")
-kraljevsko ime: Tut-kheperu-re ("Slika obličja Raova")
-znan i kao Psusennes II
-pokopan na nepoznatom mjestu

### XXII Dinastija:945. pr. Kr.–860. pr. Kr.
(Libijsko-Bubastitska dinastija iz Tanisa)
- Sheshonq Mery-amun Hedj-kheper-re Setep-en-re, 945. pr. Kr. – 924. pr. Kr.

-rođen kao Sheshonq
-epitet: Mery-amun ("Drag Amonu")
-kraljevsko ime Hedj-kheper-re Setep-en-re ("Sjajan je znak Raov, Odabran od Ra")
-znan i kao Sheshonq I, Sheshonk I, Shoshenk I i Shishak (biblijski)
- Osorkon Mery-amun Sekhem-kheper-re, 924. pr. Kr. – 889. pr. Kr.

-rođen kao Osorkon
-epitet: Mery-amun ("Drag Amonu")
-kraljevsko ime: Sekhem-kheper-re ("Moćan je znak Raa")
-znan i kao Osorkon I
- Sheshonq Mery-amun Heqa-kheper-re Setep-en-re, cca 890. pr. Kr.

-rođen kao Sheshonq
-epitet: Mery-amun ("Drag Amonu")
-kraljevsko ime: Heqa-kheper-re Setep-en-re ("Znak vlasti Raove, Odabran od Ra")
-znan i kao Sheshonq II
- Takelot Mery-amun User-maat-re Setep-en-re, 889. pr. Kr. –874. pr. Kr.

-rođen kao Takelot
-epitet: Mery-amun ("Drag Amonu")
-kraljevsko ime: User-maat-re Setep-en-re ("Moćan je znak Raov, Odabran od Ra")
-znan i kao Takelot I i Takeloth
- Osorkon Mery-amun User-maat-re Setep-en-amun, 874. pr. Kr. – 850. pr. Kr.

-rođen kao Osorkon
-epitet: Mery-amun ("Drag Amonu")
-kraljevsko ime: User-maat-re Setep-en-amun ("Moćan je znak Raov, Odabran od Amona")
-znan i kao Osorkon II
- Harsiese Mery-amun Hedj-kheper-re Setep-en-amun, 870. pr. Kr. – 860. pr. Kr.

-rođen kao Harsiese ("Horus, Sin Isis")
-epitet: Mery-amun ("Drag Amonu")
-kraljevsko ime: Hedj-kheper-re Setep-en-amun ("Sjajan je znak Raov, Odabran od Amona")
- Takelot Mery-amun Hedj-kheper-re Setep-en-re, 850. pr. Kr. – 825. pr. Kr.

-rođen kao Takelot
-epitet: Mery-amun ("Drag Amonu")
-kraljevsko ime: Hedj-kheper-re Setep-en-re ("Sjajan je znak Raov, Odabran od Ra")
-znan i kao Takelot II
- Sheshonq Mery-amun User-maat-re Setep-en-re, 825. pr. Kr.-773. pr. Kr.

-rođen kao Sheshonq
-epitet: Mery-amun ("Drag Amonu")
-kraljevsko ime: User-maat-re Setep-en-re ("Moćan je znak Raov, Odabran od Ra")
-znan i kao Sheshonq III
- Pami User-maat-re Setep-en-re, 773. pr. Kr. – 767. pr. Kr.

-rođen kao Pami ("On koji pripada Bastet")
-kraljevsko ime: User-maat-re Setep-en-re ("Moćan je znak Raov, Odabran od Ra")
-znan i kao Pimay
- Sheshonq Aa-kheper-re, 767. pr. Kr. – 730. pr. Kr.

-rođen kao Sheshonq
-kraljevsko ime: Aa-kheper-re ("Velik je znak Raa")
-znan i kao Sheshonq V
- Osorkon Aa-kheper-re Setep-en-amun, 730. pr. Kr. – 715. pr. Kr.

-rođen kao Osorkon
-kraljevsko ime: Aa-kheper-re Setep-en-amun ("Velik je znak Raa, Odabran od Amona")
-znan i kao Osorkon IV

### XXIII Dinastija:818. pr. Kr.–715. pr. Kr.
(Libijska dinastija iz Leontopolisa, razdoblje anarhije)
- Pe-di-bastet Mery-amun User-maat-re Setep-en-re, 818. pr. Kr. – 793. pr. Kr.

-rođen kao Pe-di-bastet ("Mudri iz Basteta")
-epitet: Mery-amun ("Drag Amonu")
-kraljevsko ime: Throne Name - User-maat-re Setep-en-re ("Moćna je pravda Raova, Odabran od Ra")
- Sheshonq User-maat-re Mery-amun, 793. pr. Kr. – 787. pr. Kr.

-rođen kao Sheshonq
-kraljevsko ime: User-maat-re Mery-amun ("Moćna je pravda Raova, Drag Amonu")
-znan i kao Sheshonq IV
- Osorkon User-maat-re Setep-en-amun, 787. pr. Kr. – 759. pr. Kr.

-rođen kao Osorkon
-kraljevsko ime: User-maat-re Setep-en-amun ("Moćna je pravda Raova, Odabran od Amona")
-znan i kao Osorkon III
- Takelot User-maat-re, 764. pr. Kr. – 757. pr. Kr.

-rođen kao Takelot
-kraljevsko ime: User-maat-re ("Moćna je pravda Raova")
-znan i kao Takelot III
- Rudamon User-maat-re Setep-en-amun, 757. pr. Kr. – 754. pr. Kr.

-rođen kao Rudamon
-kraljevsko ime: User-maat-re Setep-en-amun ("Moćna je pravda Raova, Odabran od Amona")
- Iuput Mery-amun-si-bastet User-maat-re, 754. pr. Kr. – 715. pr. Kr.

-rođen kao Iuput
-epitet: Mery-amun-si-bastet ("Drag Amonu, Sin Basteta")
-kraljevsko ime: User-maat-re ("Moćna je pravda Raova")
- Peft-jaua-bastet Nefer-ka-re (kraljevao u Herakleopolisu)

-rođen kao Peft-jaua-bastet
-kraljevsko ime: Nefer-ka-re ("Lijepa je duša Ra")
- Nimlot (kraljevao u Hermopolisu)

-rođen kao Nimlot

### XXIV Dinastija:727. pr. Kr.–715. pr. Kr.
(Libijska dinastija iz Saisa)
- Tefnakht Shepses-re, 727. pr. Kr. – 720. pr. Kr.

-rođen kao Tefnakht
-kraljevsko ime: Shepses-re ("Plemenit kao Ra")
- Bakenref Wah-ka-re, 720. pr. Kr. – 715. pr. Kr.

-rođen kao Bakenrenef
-kraljevsko ime: Wah-ka-re ("Vječna je duša Raova")
-znan i kao Bocchoris

### XXV Dinastija:747. pr. Kr.–656. pr. Kr.
(Nubijsko – Kushitska dinastija)
- Piankhi Men-kheper-re, 747. pr. Kr. – 716. pr. Kr.

-rođen kao Piankhi
-kraljevsko ime: Men-kheper-re ("Stalan je znak Raa")
-znan i kao Piyi
-pokopan u el-Kurru
- Shabaka Nefer-ka-re, 716. pr. Kr. – 702. pr. Kr.

-rođen kao Shabaka
-kraljevsko ime: Nefer-ka-re ("Lijepa je duša Raa")
-pokopan u - el-Kurru
- Shebitku Djed-ka-re, 702. pr. Kr. – 690. pr. Kr.

-rođen kao Shebitku
-kraljevsko ime: Djed-ka-re ("Vječna je duša Raa")
-pokopan u Napati
- Taharqa Nefertem-khu-re 690. pr. Kr. – 664. pr. Kr.

-rođen kao Taharqa
-kraljevsko ime: Nefertem-khu-re ("Nefertum je njegov čuvar")
-pokopan u Nuri
- Tanutamun Ba-ka-re, 664. pr. Kr. – 656. pr. Kr.

-rođen kao Tanutamun
-kraljevsko ime: Ba-ka-re ("Slavna je duša Raa")
-pokopan u Nuri

### XXVI Dinastija:664. pr. Kr.–525. pr. Kr.
- Psamtik Wah-ib-re, 664. pr. Kr. – 610. pr. Kr.

-rođen kao Psamtik
-kraljevsko ime: Wah-ib-re ("Vječno je srce Ra")
-znan i kao Psammetichus I
- Nekau Wah-em-ib-re, 610. pr. Kr. – 595. pr. Kr.

-rođen kao Nekau
-kraljevsko ime: Wah-em-ib-re ("Iznosi želje Raove zauvijek")
-znan i kao Neko II.
- Psamtik Nefer-ib-re, 595. pr. Kr. – 589. pr. Kr.

-rođen kao Psamtik
-kraljevsko ime: Nefer-ib-re ("Lijepo je srce Ra")
-znan i kao Psammetichus II
- Wah-ib-re Ha-a-ib-re, 589. pr. Kr. – 570. pr. Kr.

-rođen kao Wah-ib-re ("Vječno je srce Ra")
-kraljevsko ime: Ha-a-ib-re ("Vječno slavi srce Raovo")
-znan i kao Apries
- Ah-mose Si-neit Khnem-ib-re, 570. pr. Kr. – 526. pr. Kr.

-rođen kao Ah-mose ("Mjesec je rođen")
-epitet: Si-neit ("Sin Netov")
-kraljevsko ime:  Khnem-ib-re ("On koji grli srce Raovo")
-znan i kao Amasis
- Psamtik Ankh-ka-re, 526. pr. Kr. – 525. pr. Kr.

-rođen kao Psamtik
-kraljevsko ime: Ankh-ka-re ("Ra daje duši život")
-znan i kao Psammetichus III ili Psamtik III

## Kasni period:525. pr. Kr.–332. pr. Kr.

### XXVII Dinastija:525. pr. Kr.–359. pr. Kr.
Prvi perzijski period
- Kambiz II., 525. pr. Kr. – 522. pr. Kr.

-rođen kao Kambiz
-kraljevsko ime: Mesut-i-re ("Potomak Raa")
-znan i kao Cambyses II
-pokopan u Pasargadu, Iran
- Darije I. Veliki 521. pr. Kr. – 486. pr. Kr.

-rođen kao Darije
-kraljevsko ime: Setut-re ("Sličan Ra")
-pokopan u Nakš-e Rustamu, Iran
- Kserkso I., 485. pr. Kr. – 465. pr. Kr.

-rođen kao Kserkso
- Artakserkso I.,  465. pr. Kr. – 424. pr. Kr.

-rođen kao Artakserkso
- Darije II., 423. pr. Kr. – 404. pr. Kr.

-rođen kao Darije

### XXVIII Dinastija:404. pr. Kr.–399. pr. Kr.
- Amirtej, 404. pr. Kr. – 399. pr. Kr.

### XXIX Dinastija:399. pr. Kr.–380. pr. Kr.
- Nef-aa-rud Ba-en-re Mery-netjeru, 399. pr. Kr. – 393. pr. Kr.

-rođen kao Nef-aa-rud ("Veliki koji uspijeva")
-kraljevsko ime: Ba-en-re ("Duša Raa, Drag bogovima")
-znan i kao Nepherites I
-pokopan u (?) Mendesu
- Ha-kor Maat-ib-re 393. pr. Kr. – 380. pr. Kr.

-rođen kao Hakor
-kraljevsko ime: Maat-ib-re ("Pravda je srce Raovo")
-znan i kao Akoris

### XXX Dinastija:380. pr. Kr.–343. pr. Kr.
- Nakht-neb-ef Kheper-ka-re, 380. pr. Kr. – 362. pr. Kr.

-rođen kao Nakht-neb-ef ("Jak je njegov gospodar")
-kraljevsko ime: Kheper-ka-re ("Vidljiva je duša Raa")
-znan i kao Nektanebo I
- Djed-hor Setep-en-inhur Ir-maat-en-re, 362. pr. Kr. – 360. pr. Kr.

-rođen kao Djed-hor ("Hor se čuje")
-epitet: Setp-en-inhur ("Odabran od Onurisa")
-kraljevsko ime: Ir-maat-en-re ("Iznosi želje Raove")
- Nakht-hor-eb Mery-hathor Snedjem-ib-re Setep-en-inhur, 360. pr. Kr. – 343. pr. Kr.

-rođen kao Nakht-hor-eb ("Jak je gospodar njegov Hor")
-epitet: Mery-hathor ("Drag Hathor")
-kraljevsko ime: Snedjem-ib-re Setep-en-inhur ("Ugodan srcu Raovu, Odabran od Onurisa")
-znan i kao Nektanebo II.

### XXXI Dinastija:343. pr. Kr.–332. pr. Kr.
Drugi Perzijski period
- Artakserkso III., 343. pr. Kr. – 338. pr. Kr.

-rođen kao Artakserkso
- Ars, 338. pr. Kr. – 336. pr. Kr.
- Darije III., 336. pr. Kr. – 332. pr. Kr.

-rođen kao Darije

## Grčko-Rimski period:332. pr. Kr.–30. pr. Kr.

### Makedonski kraljevi:332. pr. Kr.-305. pr. Kr.
- Alexander Mery-amun Setep-en-re, 332. pr. Kr. - 323. pr. Kr.

-rođen kao Alexander, Alexandar
-kraljevsko ime Mery-amun Setep-en-re ("Drag Amonu, Odabran od Ra")
-Aleksandar III. Veliki (Makedonski)
-otac: Filip II. Makedonski
-žena: Roksana
-pokopan u (?) Alexandriji
- Philip Arrhidaeus Mery-amun Setep-en-re, 323. pr. Kr. – 317. pr. Kr.

-rođen kao Philip Arrhidaeus
-kraljevsko ime: Mery-amun Setep-en-re ("Drag Amonu, Odabran od Ra")
-otac: Filip II.
- Alexander Haa-ib-re Setep-en-amun, 317. pr. Kr. – 305. pr. Kr.

-rođen kao Alexander, Alexandar
-kraljevsko ime: Haa-ib-re Setep-en-amun ("Slavljeno je srce Raovo, Odabran od Amona")
-znan i kao Aleksandar IV.
-otac: Aleksandar III. Veliki Makedonski
-majka: Roksana

### Ptolomejevići:305. pr. Kr.–30. pr. Kr.
- Ptolemej Mery-amun Setep-en-re, 305. pr. Kr. – 282. pr. Kr.

-rođen kao Ptolemej
-kraljevsko ime: Mery-amun Setep-en-re ("Drag Amonu, Odabran od Ra")
-znan i kao Soter I, Ptolemej I. i Ptolemej I. Soter
- Ptolemej User-ka-en-re Mery-amun 285. pr. Kr. – 246. pr. Kr.

-rođen kao Ptolemej
-kraljevsko ime: User-ka-en-re Mery-amun ("Moćna je duša Raova, Drag Amonu")
-znan i kao Philadelphus i Ptolemej II.
- Ptolemej Iwa-en-netjerwy-senwy Sekhem-ankh-re Setep-amun, 246. pr. Kr. – 222. pr. Kr.

-rođen kao Ptolemej
-kraljevsko ime: Iwa-en-netjerwy-senwy Sekhem-ankh-re Setep-amun ("Baštinik dva boga, Odabran od Amona")
-znan i kao Euergetes I i Ptolemej III.
- Ptolemej Iwa-en-netjerywy-menkhwy Setep-ptah User-ka-re Sekhem-ankh-amun, 222. pr. Kr. – 205. pr. Kr.

-rođen kao Ptolemej
-kraljevsko ime: Iwa-en-netjerywy-menkhwy Setep-ptah User-ka-re Sekhem-ankh-amun ("Baštinik dva blagodatna boga, Odabran od Ptaha, Moćna je duša Raova i Živa slika Amonova")
-znan i kao Filopater i Ptolemej IV.
- Ptolemej Iwa-en-netjerwy-merwyitu Setep-ptah User-ka-re Sekhem-ankh-amun, 205. pr. Kr. – 180. pr. Kr.

-rođen kao Ptolemej
-kraljevsko ime: Iwa-en-netjerwy-merwyitu Setep-ptah User-ka-re Sekhem-ankh-amun ("Baštinik dva boga koja ljube oca, Odabran od Ptaha, Moćna je duša Raova i Živa slika Amonova")
-znan i kao Epifan i Ptolemej V.
- Ptolemej Iwa-en-netjerwy-per Setep-en-ptah-khepri Ir-maat-en-amun-re, 180. pr. Kr. – 164. pr. Kr.

-rođen kao Ptolemej
-kraljevsko ime: Iwa-en-netjerwy-per Setep-en-ptah-khepri Ir-maat-en-amun-re ("Baštinik dvije božje kuće, Odabran od Ptaha i Istina je bit Amon-Raa")
-znan i kao Filometor i Ptolemej VI.
-žena: Kleopatra II.
-vladao također 163. pr. Kr. – 145. pr. Kr.
- Ptolemej VIII., 170. pr. Kr. – 163. pr. Kr.

-rođen kao Ptolemej
-znan i kao Euerget II.
-vladao također 145. pr. Kr. - 116. pr. Kr.
- Ptolemej VII, 145. pr. Kr.

-rođen kao Ptolemej
-znan i kao Neos Filopator
- Ptolemej IX, 116. pr. Kr. -110. pr. Kr.

-znan i kao Soter II
-žene:: Kleopatra IV. i Kleopatra Selene
-vladao također 109. pr. Kr. – 107. pr. Kr. i opet 88. pr. Kr. – 80. pr. Kr.
- Ptolemej X., 110. pr. Kr. – 109. pr. Kr.

-znan i kao Aleksandar I.
-žene: Kleopatra Selene i Berenika III.
-vladao također 107. pr. Kr. – 88. pr. Kr.
- Ptolemej XI., 80. pr. Kr.

-žena: Berenika III
-znan i kao Aleksandar II.
- Ptolemej Iwa-en-pa-netjer-nehem Setep-ptah Ir-maat, 80. pr. Kr. – 58. pr. Kr.

-rođen kao Ptolemej
-kraljevsko ime: Iwa-en-pa-netjer-nehem Setep-ptah Ir-maat ("Baštinik boga koji čuva, Odabran od Ptaha i U liku istine")
-znan i kao Neos Dionysos i Ptolemej XII.
- Kraljica Berenika IV., 58. pr. Kr. – 55. pr. Kr.
- Ptolemej XII, (opet) 55. pr. Kr. – 51. pr. Kr.

-sinovi: Ptolemej XIII. i Ptolemej XIV.
-kćeri: Kleopatra VII. i Arsinoe IV.
- Netjer-et Mer-it-es, 51. pr. Kr. -30. pr. Kr.

-rođena kao Kleopatra
-epitet: Netjer-et Mer-it-es ("Božica i Drag joj otac"), grčki: Philopator (Koja voli oca)
-znana i kao Kleopatra VII.
-otac: Ptolemej XII.
-braća: Ptolemej XIII. i Ptolemej XIV.
-sestra: Arsinoe IV.
-muževi: Ptolemej XIII, Ptolemej XIV (braća i suvladari), te (uvjetno): Gaj Julije Cezar, Marko Antonije
-djeca: Ptolemej XV. (Cezarion) (s Cezarom), te Aleksandar Helios, Kleopatra Selena II i Ptolemej XVI (s Markom Antonijem)
-pokopana u Aleksandriji
- Ptolemej Iwa-panetjer-entynehem Setep-en-ptah Ir-maat-en-re Sekhem-ankh-amun, 36. pr. Kr. – 30. pr. Kr.

-rođen kao Ptolemej
-kraljevsko ime: Iwa-panetjer-entynehem Setep-en-ptah Ir-maat-en-re Sekhem-ankh-amun ("Baštinik boga koji čuva, Odabran od Ptaha, Zastupnik vladavine Raa i Živa slika Amonova")
-znan i kao Caesarion ili Cezarion i Ptolemej XV
-otac: Gaj Julije Cezar
-majka: Kleopatra VII

### Egipat postaje rimska provincija30. pr. Kr.
- Smrću Kleopatre, pa onda i njezinog i Cezarova sina, država ostaje bez vladarske loze, te nakon što ga je August posve osvojio, Egipat postaje dio Rimskog Carstva, kao rimska provincija kojom upravlja rimski namjesnik, a u ime novih vladara - Rimskih careva.